# 울산 삼환아르누보
울산 삼환아르누보(영어: Ulsan Samhwan Art Nouveau)는 대한민국 울산광역시 남구 달동에 위치한 주상복합 단지다. 2020년 10월 8일 11시 에 대형 화재가 발생되었으며 화재는 최상층까지 발화하였던 것으로 확인되었다. 인명 피해는 발생 여부가 분명하지 않으며 주민 수백여 명이 긴급 대피하였다. 

## 같이 보기
- 울산광역시의 마천루 목록
- 울산 삼환아르누보 화재